# Clypeaster sanchezi
A Clypeaster sanchezi a tengerisünök (Echinoidea) osztályának Clypeasteroida rendjébe, ezen belül a Clypeasteridae családjába tartozó fosszilis faj.

## Előfordulása
A Clypeaster sanchezi egy fosszilis tengerisünfaj, mely az oligocén nevű földtörténeti kor második felében élt, azon a helyen ahol manapság Kuba fekszik.

## Alfajai
Eddig két alfaját azonosították:
- Clypeaster sanchezi altus (Sánchez Roig, 1952) - szin: Bunactis sanchezi altus Sánchez Roig, 1952; Clypeaster altus var. alticostatus
- Clypeaster sanchezi gigantea (Sánchez Roig, 1952) - szin: Bunactis sanchezi gigantea Sánchez Roig, 1952